# 晒
晒（さらし）とは織物や糸から不純物を除去して漂白する工程、また漂白された糸でできた織物。
現代では過酸化水素水や晒粉を用いて化学的に色素を抜く手法がとられるが、積雪と日光を用いた「雪晒」（ゆきざらし）、天日と水を用いた「野晒」「天日晒」などの伝統もある。そのままでは染色に適さない木綿や麻に対して行われる。「さらし」のみで晒木綿を指す場合もある。
晒の麻織物としては野州晒が広く知られる。

## 晒木綿
晒木綿は木綿を漂白したもので、単に「さらし」ともいう。知多半島で生産される小幅の知多晒（ちたざらし）が広く知られる。
襦袢、腹巻きや襦袢の下の肌着、褌、手ぬぐいの布地として用いられる。柔道整復術ではガーゼのほか、晒木綿が包帯の素材として用いられる。
妊婦は、妊娠4から6ヶ月たって晒木綿をしめ、五ヵ月の戌の日にしめると産が軽いという習俗があった。また、北海道には産後にきつく締めるという風習があった。妊婦の骨盤や腰痛などの比較では、さらしによる有意差はなく、産後の背部痛でさらしにより緩和されたという結果が確認された。なぜ腹巻として帯を巻くのかは、『古事記』にて神功皇后が妊娠中に石を帯に入れて巻いたことに由来するという説があり、平安時代に一般的になり「ゆはだ帯」、岩のように丈夫な子供が生まれるように「岩田帯」、「斎肌（いわた）帯」などとも呼ばれた。
東京都の水天宮などでは安産祈願のため、安定期の戌の日にお参りし、その日から腹帯として晒木綿を毎日巻く。無事に出産した後は腹帯を切り、新生児のおむつにする育児祈願がおこなわれている。